# 다이앤 클라이언토
디안 칠렌토(Diane Cilento, 1933년 10월 5일 ~ 2011년 10월 6일)는 오스트레일리아의 배우이다.

## 출연 작품
- 히틀러: 더 라스트 텐 데이즈 (1973)
- 위커 맨 (1973)
- Z.P.G. (1972)
- 데이빗 프로스트 쇼 (1969)
- 옴브레 (1967)
- 아거니 앤 엑스터시 (1965)
- 래틀 오브 어 심플 맨 (1964)
- 톰 존스의 화려한 모험 (1963)
- 더 트루스 어바웃 위민 (1957)
- 애드머러블 크릭턴 (1957)